# Juan de Lariz
Juan Bautista de Lariz fue un grabador calcográfico español, cuya actividad se documenta en Murcia entre 1769 y 1776 y de 1793 a 1803, y en Granada de 1783 a 1788.

## Biografía
Natural de Murcia, trabajó principalmente en el grabado de reproducción de imágenes devotas, comenzando con la imagen de Nuestra Señora de los Desamparados, como se exponía en un nicho en la plaza de san Pedro de Murcia, estampa fechada en 1769, seguida, entre otras, por las de San Antolín de Palencia como se veneraba en su parroquia de Murcia, 1776, San Cayetano, imagen venerada en el convento de San Antonio Abad de Granada, 1788; el Santísimo Cristo de la Salud de la parroquia de Santiago de Lorca, que firmó como autor del dibujo y del grabado en Murcia en 1800, la de Santa Bárbara, de la parroquial de San Pedro de Murcia, 1802, o la de Nuestra Señora de la Consolación, venerada en la villa de Iniesta, de la que abrió tres láminas fechadas en 1793, 1796, copiada por Pedro Fernández, y 1802. Según Ossorio y Bernard en su Galería biográfica de artistas españoles del siglo XIX, habría copiado asimismo modelos de los murcianos Francisco Salzillo y Roque López.
Ilustró la Bastitania y contestania del Reyno de Murcia con los vestigios de sus ciudades subterráneas, obra del canónigo de la Santa Iglesia de Cartagena Juan Lozano, impresa en Murcia en cinco volúmenes por Manuel Muñiz, 1794, con una serie de estampas de reproducción, algunas en hoja plegada, de los mosaicos y piezas arqueológicas hallados en Jumilla y la región de Murcia, estampas reaprovechadas en la ilustración de la Historia antigua y moderna de Jumilla, obra del mismo Lozano impresa en Murcia por Manuel Muñiz en 1800, encabezada con una vista de la población firmada «Lariz me sculpit Murci. a 1793», y el retrato del autor por dibujo de Manuel Lozano Meroño ante portada. Fechados en Murcia, y atribuidos a Lariz, cita Ossorio también una Resurrección del Señor y una Asunción de Nuestra Señora.

## Obras
Se cuentan, entre sus obras, las siguientes:
- El Salvador (1772)
- Portada de los Villancicos de la parroquial de Caravaca (1775)
- Beato Andrés Hibernón (1789)
- La Divina Pastora
- San José
- Los Santos Médicos (1791)
- San Emigdio (1791)
- San Pedro Apóstol (1791)
- Nuestra Señora del Buen Consejo (1791)
- Beato Andrés Hibernón (1791)
- Estampas para Historia por el canónigo Lozano (1793)
- Estampas para Bastitania y Contestania por el Canónigo Lozano (1794)
- Medallón de los cuatro santos de Cartagena (1795)
- Virgen del Cuello Tuerto (1796)
- Santa Catalina (1798)
- Retrato de don Juan Lozano (1800)
- Santa Bárbara (1802)
- Santa Rosa de Viterbo (1802)
- Resurrección de Cristo (1804)
- Ascensión (1804)